# デイヴィッド・マリガン
デイヴィッド・マリガン（David James Mulligan、1982年3月24日 - ）は、ニュージーランドの元サッカー選手。元ニュージーランド代表。ポジションはミッドフィールダー。

## 経歴
2002年にニュージーランド代表デビュー。2010 FIFAワールドカップ・オセアニア予選では全6試合に出場、3得点を決めた。しかし、2010 FIFAワールドカップではメンバーに選出されたが、出場機会は無かった。2011年までに通算28試合に出場、3得点をあげた。

## 代表歴

### 出場大会
- ニュージーランド代表
  - 2010 FIFAワールドカップ

### 試合数
- 国際Aマッチ 28試合 3得点（2002年-2011年）[1]

| ニュージーランド代表 | 国際Aマッチ | 国際Aマッチ |
| 年                   | 出場        | 得点        |
| -------------------- | ----------- | ----------- |
| 2002                 | 2           | 0           |
| 2003                 | 2           | 0           |
| 2004                 | 2           | 0           |
| 2005                 | 1           | 0           |
| 2006                 | 3           | 0           |
| 2007                 | 4           | 3           |
| 2008                 | 3           | 0           |
| 2009                 | 8           | 0           |
| 2010                 | 0           | 0           |
| 2011                 | 3           | 0           |
| 通算                 | 28          | 3           |